# Jakubowo (Kwidzyn)
Pour les articles homonymes, voir Jakubowo.
Jakubowo est une localité polonaise de la gmina mixte de Prabuty située dans le powiat de Kwidzyn en voïvodie de Poméranie. Elle se trouve à environ 18 km à l'est de Kwidzyn et 78 km au sud-est de la capitale régionale Gdańsk.

## Géographie

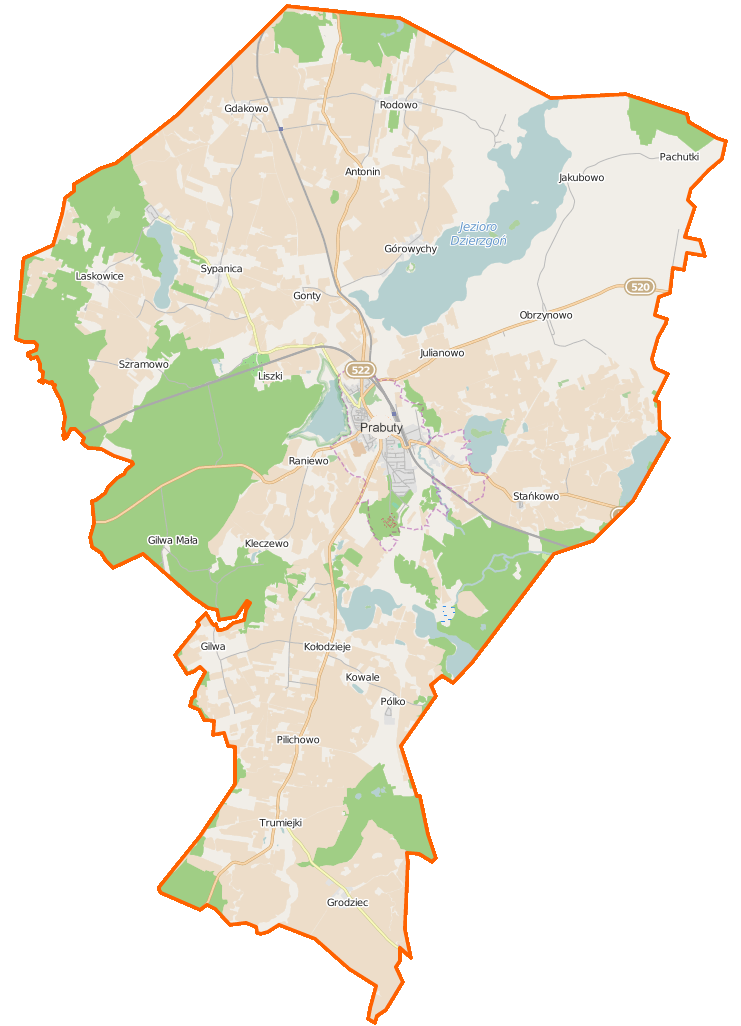
Carte de la gmina de Prabuty.

## Histoire
De 1818 à 1945, Jakobsdorf fait partie de l'arrondissement de Rosenberg-en-Prusse-Occidentale dans la district de Marienwerder au sein de la province de Prusse-Occidentale.